# Vivir mata (película de 2002)
Vivir mata es una película mexicana filmada en 2001 y estrenada el 25 de enero de 2002, dirigida por Nicolás Echevarría y escrita por Juan Villoro, basada en su novela La casa pierde. Protagonizada por Daniel Giménez Cacho y Susana Zabaleta, fue exhibida en el festival de Palms Springs y obtuvo una nominación a los premios Ariel de la Academia Mexicana de Artes y Ciencias Cinematográficas de 2003.

## Argumento o sinopsis
En la ciudad más grande del mundo (México, D. F.), Diego y Silvia tienen un encuentro amoroso excepcional basado en el engaño. Durante una larga jornada del día hacia la noche, en un ambiente delirante donde todo parece fuera de control, la pareja descubre que para vivir el verdadero amor, a veces es necesario mentir.

## Producción
Vivir mata se rodó entre el 10 de febrero y el 11 de mayo de 2001 en la Ciudad de México en la avenida Jalisco, la avenida Revolución, la Cabeza de Juárez en el municipio de Nezahualcóyotl así como las delegaciones Cuauhtémoc, Miguel Hidalgo y Venustiano Carranza.  La producción corrió a cargo de Epigmenio Ibarra, Inna Payán, Eckehardt Von Damm, Sebastián Silva, Enrique Ortiga, Matthías Ehrenberg, Christian Vadelievre, Carlos Payán Velver, José Antonio Alonso, Guillermo González Guajardo, Carlos Creel Carrera, Fernando Blumenkron, Jorge Serrano, Roberto Rodríguez, César Montemayor, Humberto Zesati, Twentieth Century Fox, Titán Producciones, Argos Cine, Videocine, el Consejo Nacional para la Cultura y las Artes, el Instituto Mexicano de Cinematografía y el Fondo para la Producción Cinematográfica de Calidad. La música estuvo a cargo de Mario Lavista, la supervisión, la producción musical por Ruy García y la coordinación y asesoría musical por parte de Héctor Martínez. Fue estrenada el 18 de enero de 2002 en las salas de las cadenas Cinemark, Cinépolis, Multicinemas, Metrópolis y Lumiere.

### Reparto
- Daniel Giménez Cacho como Diego.
- Susana Zabaleta como Silvia.
- Alejandra Gollas como Regina.
- Luis Felipe Tovar como Chepe.
- Emilio Echevarría como Helmut.
- Diana Bracho como reportera.
- Javier "Cha!" Ramírez como locutor.
- Luisa Sáenz como locutora.
- Gustavo Sánchez Parra como Encargado de vulcanizadora
- Ciro Gómez Leyva.
- Pilar Álvarez Lasso.